# Souls to Deny
Souls to Deny ist das erste Musikalbum von Suffocation nach neun Jahren Pause, lediglich die EP Despise the Sun erschien zwischenzeitlich.

## Entstehungsgeschichte
Da Suffocation beim Einspielen des Albums keinen Bassisten hatten, übernahmen diese Aufgabe Mike Smith und Terrance Hobbs. Smith war, nachdem die Despise the sun- EP von Dave Culross eingespielt wurde, als Schlagzeuger wieder fest bei Suffocation eingestiegen. Für das Album erhielt die Band einen Plattenvertrag bei Relapse Records, wo schon 1991 die EP Human Waste erschienen war. Für das Lied Surgery of Impalement wurde ein Musikvideo produziert. Für die Cover-Gestaltung konnte die Band wieder Dan Seagrave gewinnen.
Das Lied To Weep Once More stellt eine Art Fortsetzung von Jesus Wept, einem Lied der Debüt-EP dar. Das Lied setzt sich kritisch mit dem christlichen Glauben auseinander.
Im Anschluss an die Veröffentlichung startete Suffocation im Jahr 2005 eine Headliner-Tour durch die USA. Im Vorprogramm spielten unter anderem Cryptopsy, Aborted und Despised Icon. Im Sommer 2006 gab es dann eine weitere US-Tour zusammen mit der US-amerikanischen Band Shadows Fall. Eine kleine Europatour, bei der die Band auch als einer der Headliner auf dem Up-from-the-Ground-Festival auftraten, durch Deutschland und einige Nachbarländer, folgte.

## Versionen
Das Album erschien auch als Vinylformat in limitierter Auflage zu je 100 Stück in klarem Vinyl, 400 Stück in blauem Vinyl, 500 Stück in weißem Vinyl und 1.000 Stück in herkömmlichem schwarzem Vinyl.

## Titelliste
1. Deceit – 04:40
2. To Weep Once More – 04:31
3. Souls to Deny – 05:45
4. Surgery of Impalement – 03:51
5. Demise of the Clone – 04:36
6. Subconsciously Enslaved – 04:24
7. Immortally Condemned – 06:03
8. Tomes of Acrimony – 04:30